# Frida Hagen
Frida Hagen, född Billing den 6 januari 1880 i Halmstad, död den 14 augusti 1956 i Stockholm, var en svensk kvinnosakskvinna och aktiv politiker. Till yrket var hon utbildad lärarinna.

## Biografi
Frida Hagen föddes 1880 i Halmstad, med efternamnet Billing. Hon var dotter till kronofogden C. O. Billing och hans maka, född Kleberg. Tillsammans med lektorn och pastorn Anders Hagen från Falun, som hon gifte sig med 1909, fick hon sönerna Oscar och Einar och dottern Barbro.
Hagen var under stora delar av sitt liv aktiv politiskt. När hon ännu var bosatt i Halmstad var hon aktiv i lokalavdelningen för Landsföreningen för kvinnans politiska rösträtt, bland annat som sekreterare i föreningen. Hon var även suppleant i centralstyrelsen för landsföreningen.
År 1932 valdes hon att representera Frisinnade folkpartiet på riksdagsmannalistan i Malmöhus län inför andrakammarvalet i Sverige 1932, en lista som toppades av Kaleb Andersson i Kropp. Mötet där detta beslutades leddes av hennes make Anders Hagen.
Under stora delar av 1920-talet och 1930-talet, det vill säga under mellankrigstiden, var Hagen aktiv i Internationella kvinnoförbundet för fred och frihet. Hon var exempelvis under flera år ledamot i dess centralstyrelse, bland annat tillsammans med Signe Fredholm, Anna Lindhagen, Elisabeth Wærn-Bugge och Greta Engkvist. 1936 valdes hon till vice ordförande i den svenska sektionen av förbundet, under Signe Höjers ledning. Hon var därigenom aktiv fredsförespråkare, inte minst inför andra världskriget.
Makarna Hagen är begravda på Norra begravningsplatsen utanför Stockholm.